# William A. Walker
William Adams Walker (* 5. Juni 1805 in New Hampshire; † 18. Dezember 1861 in Irvington, New York) war ein US-amerikanischer Politiker. Zwischen 1853 und 1855 vertrat er den Bundesstaat New York im US-Repräsentantenhaus.

## Werdegang
William Adams Walker wurde ungefähr sieben Jahre vor dem Ausbruch des Britisch-Amerikanischen Krieges in New Hampshire geboren. Er besuchte Gemeinschaftsschulen und die Northampton Law School. Seine Zulassung als Anwalt erhielt er, aber praktizierte niemals. 1832 zog er nach New York City, wo er zum Schulleiter (principal) einer öffentlichen Schule ernannt wurde. Zwischen 1843 und 1847 war er als County Superintendent in Gemeinschaftsschulen tätig. 1846 saß er im Board of Aldermen. Seine Wiederwahlkandidatur im folgenden Jahr war erfolglos. Er war bis zu seiner Wahl in den Kongress als Commissioner of Jurors tätig. Politisch gehörte er der Demokratischen Partei an.
Bei den Kongresswahlen des Jahres 1852 für den 33. Kongress wurde Walker im siebten Wahlbezirk von New York in das US-Repräsentantenhaus in Washington, D.C. gewählt, wo er am 4. März 1853 die Nachfolge von Abraham P. Stephens antrat. Da er auf eine erneute Kandidatur im Jahr 1854 verzichtete, schied er nach dem 3. März 1855 aus dem Kongress aus.
Walker erlitt 1857 bei der Wahl in den Board of Aldermen erneut eine Niederlage. Er verstarb am 18. Dezember 1861 in Irvington und wurde dann auf dem Sleepy Hollow Cemetery in Tarrytown beigesetzt. Zu jener Zeit tobte der Bürgerkrieg bereits seit ungefähr acht Monaten.